# 皮平·費雷拉斯
皮平·費雷拉斯（Francisco 'Pipin' Ferreras，1962年1月18日—）是古巴自由潛水的潛水員，他的妻子奧黛莉·麥斯翠也是自由潛水的潛水員。
皮平·費雷拉斯出生在古巴的北部海岸馬坦薩斯，在5歲時開始練習自由潛水。皮平·費雷拉斯的潛水深度記錄在2003年達到了170米，創下男子自由潛水世界紀錄。